# Gold Skies (EP)
Gold Skies es el primer extended play debut  del productor y DJ holandés, Martin Garrix. Fue lanzado como una descarga digital, el 8 de julio de 2014 en iTunes en los países de América del Norte. El EP incluye los sencillos "Animals", "Wizard", "Tremor", "Gold Skies" y "Proxy".

## Sencillos
- "Animals" se publicó como el primer sencillo del EP el 17 de junio de 2013.
- "Wizard" se publicó como el segundo sencillo del EP el 2 de diciembre de 2013.
- "Tremor" se publicó como el tercer sencillo del EP el 21 de abril de 2014.
- "Gold Skies" se publicó como el cuarto sencillo del EP el 2 de junio de 2014.
- "Proxy" se publicó como el quinto y último sencillo del EP el 7 de marzo de 2014.

## Lista de canciones
| Gold Skies EP – Versión digital |                                                                  |                                                     |                                       |          |  |
| N.º                             | Título                                                           | Escritor(es)                                        | Productor(es)                         | Duración |  |
| 1.                              | «Gold Skies» (with Sander van Doorn and DVBBS featuring Aleesia) | Sander van Doorn Martin Garrix DVBBS Aleesia        | Sander van Doorn Martin Garrix DVBBS  | 5:28     |  |
| 2.                              | «Animals»                                                        | Martin Garrix                                       | Martin Garrix                         | 5:03     |  |
| 3.                              | «Proxy»                                                          | Martin Garrix                                       | Martin Garrix                         | 4:37     |  |
| 4.                              | «Tremor» (with Dimitri Vegas and Like Mike)                      | Dimitri Thivaios Martijn Garritsen Michael Thivaios | Dimitri Vegas Martin Garrix Like Mike | 4:54     |  |
| 5.                              | «Wizard» (with Jay Hardway)                                      | Martin Garrix Jobke Heiblom                         | Martin Garrix Jay Hardway             | 4:41     |  |

| Gold Skies EP – CD |                                                                  |                                                     |                                       |          |  |
| N.º                | Título                                                           | Escritor(es)                                        | Productor(es)                         | Duración |  |
| 1.                 | «Gold Skies» (with Sander van Doorn and DVBBS featuring Aleesia) | Sander van Doorn Martin Garrix DVBBS Aleesia        | Sander van Doorn Martin Garrix DVBBS  | 5:28     |  |
| 2.                 | «Animals»                                                        | Martin Garrix                                       | Martin Garrix                         | 5:04     |  |
| 3.                 | «Proxy»                                                          | Martin Garrix                                       | Martin Garrix                         | 4:38     |  |
| 4.                 | «Wizard» (with Jay Hardway)                                      | Martin Garrix Jobke Heiblom                         | Martin Garrix Jay Hardway             | 4:42     |  |
| 5.                 | «Tremor» (with Dimitri Vegas and Like Mike)                      | Dimitri Thivaios Martijn Garritsen Michael Thivaios | Dimitri Vegas Martin Garrix Like Mike | 4:54     |  |

## Posicionamiento
| Año  | Listas                  | Posición |
| ---- | ----------------------- | -------- |
| 2014 | Billboard 200           | #171     |
| 2014 | Dance/Electronic Albums | #6       |

## Historial de lanzamientos
| Región        | Fecha                 | Formato          | Discográfica                                           |
| ------------- | --------------------- | ---------------- | ------------------------------------------------------ |
| Norte América | 8 de julio de 2014    | Descarga digital | Casablanca Records Spinnin' Records School Boy Records |
| Norte América | 12 de agosto de 2014. | CD               | Spinnin' Records Republic Records Silent Records       |